# Tolimán
Tolimán (hiszp. Volcán Tolimán) – wulkan w południowej Gwatemali, położony nad południowym brzegiem jeziora Atitlán, w pobliżu wulkanu Atitlán. Wulkan wznosi się na wysokość 3 158 m n.p.m.
Wulkan nie był aktywny w czasach historycznych.